# Ekstaza św. Franciszka (obraz Caravaggia)
Ekstaza św. Franciszka (wł. San Francesco in estasi) – obraz namalowany między 1594 i 1595 rokiem przez Caravaggia. Jest częścią kolekcji Sumner Collection Fund. Obecnie znajduje się w zbiorach Wadsworth Atheneum w Hartford w stanie Connecticut.
Ekstaza jest pierwszym znanym dziełem religijnym Caravaggia i należała do zbiorów kardynała Francesco Maria del Monte.
Scena została osadzona w krajobrazie w momencie zmierzchu; św. Franciszek z Asyżu, całkowicie pogrążony w ekstazie, jest oświetlony boskim światłem i podtrzymywany za plecy przez anioła, który mu towarzyszy. Z jednym okiem otwartym wydaje się, że święty widzi coś przed nami ukrytego. Cud subtelnie sugeruje kaskada światła i rana w jego boku. W tle po lewej stronie śpiąca postać brata Leona, który był z Franciszkiem podczas stygmatyzacji. Nieco dalej pasterze zgrupowani wokół ogniska, podziwiający iluminację nocnego nieba. Niebo przy ramach jest całkowicie pogrążone w ciemności, zaś w centrum obrazu pojawiają się chmury rozświetlone złocistym światłem księżyca skrytego za nimi; na tle nieba widoczne są dwa drzewa: drzewo pokryte liśćmi symbolizuje życie, drugie zaś jest wyschnięte i nawiązuje do śmierci. Dzięki takiej kompozycji autor przedstawił metafizyczne zawieszenie świętego pogrążonego w ekstazie między dwoma wymiarami – życiem i śmiercią.
Takie przedstawienie pokazuje, jak artysta zrewolucjonizował współczesne malarstwo rzymskie poprzez realistyczne oddanie szczegółów, dramatyczne użycie światła i psychologiczną interpretację narracji.